# Huang Xian-fan
Huang Xian-fan (kinesisk: 黄现璠; pinyin: Huáng Xiànfán; Wade-Giles: Huang Hsien-fan) (født 13. november 1899, Fusui i provinsen Guangxi i Kina, død 18. januar 1982 i Guilin i Kina) var en kinesisk historiker, antropolog og etnolog. Han var også kendt som en af grundlæggerne af kinesisk etnologi og "den zhuangesiske antropologiens fader".

## Levned
Han kom fra en fattig Zhuang-familie i en landsby ikke langt fra Fusui regionen. Huangs far var bonde, og moren døde, da han var spæd, hvorfor faderen var alene med ham. Huang opnåede uddannelse som skolelærer og blev senere sendt til Beijing for læse på universitetet der. I 1926 blev han indskrevet på Beijings pædagogiske universitet, hvor han i 1932 dimmeterede med en Bachelor i pædagogik. Han opnåede senere magistergraden og blev i 1935 sendt til Japan for at studere ved Tokyos kejserlige universitet (i dag Universitetet i Tokyo). Han vendte tilbage til Kina i 1937 på et tidspunkt, hvor Japan havde besat store dele af Kina. I Kina underviste han først ved Guangxi universitet og senere ved Sun Yat-sen-universitetet, først som universitetslektor ved Historiesektionen ved Guangxi universitet (1937–39), senere som amanuensis (1940–41), og i 1941 blev han professor ved Sun Yat-sen-universitetet for kinesisk historie, antikkens historie og etnologi. I perioden 1944 til 1953 underviste han i antikkens historie ved Guangxi universitetet og blev universitetets chefsbibliotekar. Senere blev han ansat ved Guangxi pædagogiske akademi (i dag Guangxi pædagogiske universitet) i Guilin（1953-1982), i hvilken periode han udgav de fleste af sine videnskabelige arbejder i form af essays om historie og etnologi.
I perioden 1954-1958 var han medlem af Den Nationale Folkekongres. I 1957 han blev erklæret for højreorienteret i forbindelse med Hundrede blomster-kampagnen, men kunne dog fortsætte sit virke frem til 1978, hvor han blev rehabiliteret. I 1979 blev han medlem af Det kinesiske folks politisk rådgivende konference, ligesom han blev medlem af redaktionsrådet for førsteudgaven af Den store kinesiske encyklopædi, hvor han fungerede frem til sin død i 1982.
Huang Xian-fan var den første professor i Zhuangfolket, og hovedparten af hans forskning ligger indenfor middelalderens historie fra Kina og Zhuangkultur. Hans første feltarbejder var i bjergene i Guangxi og Guizhou fra 1946. På den tid anvendte historikere næsten udelukkende skriftlige kilder, og professor Huang blev derfor foregangsmand for brug af mundtlige kilder. I perioden 1946 til 1982 har han skrevet talrige bøger og artikler, for det meste om Zhuangkulturen.
Han døde af en hjerneblødning den 18. januar 1982, 82 år gammel.

## Eksterne links
- (Kinesisk):En av grunnleggerne av kinesisk etnologi
- (Kinesisk):Historiker：Huang Xian-fan (Webside ikke længere tilgængelig)

- Wikimedia Commons har flere filer relateret til Huang Xian-fan